# Grecheski
Grecheski (del ruso: Греческий) es un jútor del raión de Tuapsé del krai de Krasnodar, en el sur de Rusia. Está situado en las estribaciones meridionales del extremo oeste del Cáucaso Occidental, en la orilla derecha del río Tuapsé, 9 km al nordeste de Tuapsé y 100 km al sur de Krasnodar, la capital del krai. Tenía 226 habitantes en 2010.
Pertenece al municipio Veliaminovskoye.

## Historia
Recibió la inmigración de griegos pónticos que emigraron por las persecuciones en el Imperio otomano.

## Transporte
Cuenta con una plataforma ferroviaria en la línea Tuapsé-Krasnodar. Por la localidad pasa la carretera R254 Maikop-Tuapsé.